# Nazionale maschile di rugby a 7 della Georgia
La nazionale di rugby a 7 della Georgia è la selezione che rappresenta la Georgia a livello internazionale nel rugby a 7.
La nazionale georgiana ha debuttato nella Coppa del Mondo di rugby a 7 nel 2001, ottenendo finora come migliore risultato il raggiungimento della finale del Plate persa 24-12 contro la Russia proprio durante questa stessa edizione in cui ha debuttato.
La Georgia partecipa anche al Sevens Grand Prix Series di Rugby Europe, mentre non prende parte stabilmente a tutti i tornei delle World Rugby Sevens Series.

## Partecipazioni ai principali tornei internazionali
- 1993: n.p.
- 1997: n.p.
- 2001: finale Plate
- 2005: semifinale Plate
- 2009: quarti di finale Bowl
- 2013: semifinale Bowl

- 2002:  2º posto
- 2003:  3º posto
- 2004: 6º posto
- 2005: 10º posto
- 2006: 5º posto
- 2007: 7º posto
- 2008:  3º posto
- 2009: 5º posto
- 2010: 5º posto
- 2011: 6º posto
- 2012: 8º posto
- 2013: 8º posto
- 2014: 8º posto
- 2015: 10º posto
- 2016: 5º posto
- 2017: 7º posto
- 2018: 10º posto
- 2019: 9º posto